# Constellations (August Burns Red album)
Constellations is het derde studioalbum van de Amerikaanse metalcoreband August Burns Red. Het album piekte op een 24e plaats in de Billboard 200 en verkocht in de eerste week 20,401 kopieën.

## Nummers
| 1.                 | Thirty and Seven                                                     | 3:18 |
| 2.                 | Existence                                                            | 3:53 |
| 3.                 | Ocean of Apathy                                                      | 3:56 |
| 4.                 | White Washed                                                         | 3:46 |
| 5.                 | Marianas Trench                                                      | 4:18 |
| 6.                 | The Escape Artist                                                    | 3:57 |
| 7.                 | Indonesia (met Tommy Giles Rogers Jr. van Between the Buried and Me) | 3:34 |
| 8.                 | Paradox                                                              | 3:18 |
| 9.                 | Meridian                                                             | 5:59 |
| 10.                | Rationalist                                                          | 2:38 |
| 11.                | Meddler                                                              | 3:53 |
| 12.                | Crusades                                                             | 5:11 |
| Totale duur: 47:48 |                                                                      |      |

| Nr. | Titel                                                         | Duur |
| --- | ------------------------------------------------------------- | ---- |
| 1.  | Indonesia (alternatieve versie zonder Tommy Giles Rogers Jr.) | 3:31 |
| 2.  | Linoleum (NOFX cover)                                         | 2:07 |

| Nr. | Titel | Duur |
| --- | --- | ---- |
| 1.  | O Come, O Come, Emmanuel                                                                                                  | 4:58 |
| 2.  | Carol of the Bells (eerder uitgebracht op de "X Christmas" compilatie (2008) en Lost Messengers: The Outtakes EP in 2009) | 2:44 |

| Nr. | Titel                     | Duur |
| --- | ------------------------- | ---- |
| 13. | Ocean of Apathy (reprise) | 4:11 |

## Formatie
- Jake Luhrs – leidende vocalen
- JB Brubaker – leidende gitaar
- Brent Rambler – slaggitaar
- Dustin Davidson – bas, achtergrondvocalen
- Matt Greiner – drums, piano